# Chaumeil
Pour les articles homonymes, voir Chaumeil (homonymie).
Chaumeil (Chaumelh en occitan) est une commune française située dans le département de la Corrèze en région Nouvelle-Aquitaine.

## Géographie

### Localisation

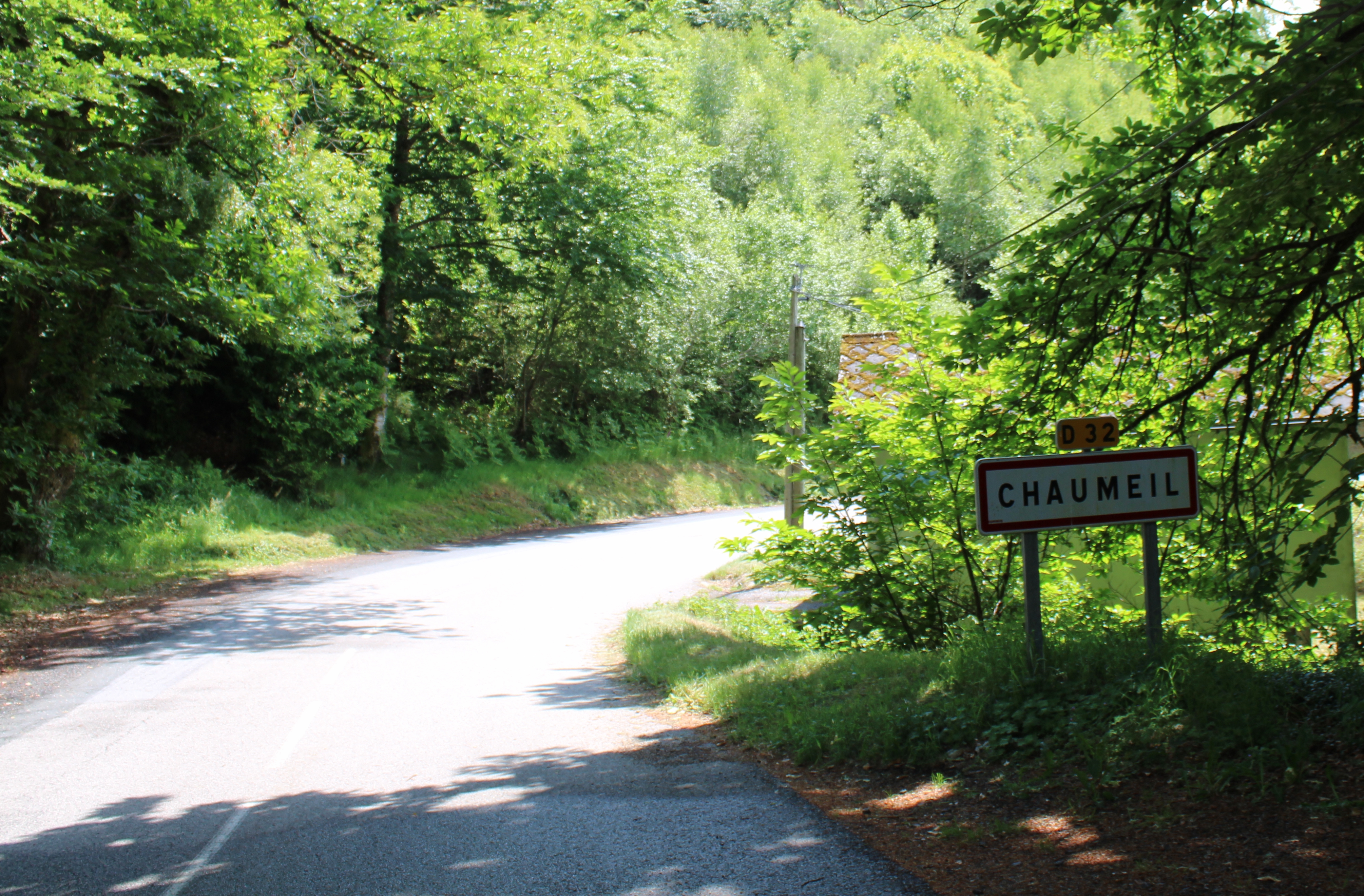
Entrée du village.

Chaumeil est située à 22 km au nord-est de Tulle, 15 km au nord-ouest d'Egletons et 10 km au sud-est de Treignac, au cœur du massif des Monédières.
La commune fait partie du territoire du parc naturel régional de Millevaches en Limousin. Elle est arrosée par la Corrèze, la Corrèze de Pradines, la Douyge et le ruisseau de l'Étang (branche mère de la Vimbelle).

### Communes limitrophes
Les communes limitrophes sont Grandsaigne, Meyrignac-l'Église, Pradines, Saint-Augustin, Saint-Yrieix-le-Déjalat, Sarran et Veix.

### Climat
Pour des articles plus généraux, voir Climat de la Nouvelle-Aquitaine et Climat de la Corrèze.
Historiquement, la commune est exposée à un climat montagnard.  
En 2020, Météo-France publie une typologie des climats de la France métropolitaine dans laquelle la commune est exposée à un climat de montagne et est dans la région climatique  Ouest et nord-ouest du Massif Central, caractérisée par une pluviométrie annuelle de 900 à 1 500 mm, maximale en automne et en hiver.
Pour la période 1971-2000, la température annuelle moyenne est de 9,8 °C, avec  une amplitude thermique annuelle de 14,4 °C. Le cumul annuel moyen de précipitations est de 1 447 mm, avec 14,6 jours de précipitations en janvier et 8,6 jours en juillet. Pour la période 1991-2020, la température moyenne annuelle observée sur la station météorologique la plus proche, située sur la commune d'Égletons à 14 km à vol d'oiseau, est de 10,6 °C et le cumul annuel moyen de précipitations est de 1 428,5 mm,. Pour l'avenir, les paramètres climatiques de la commune estimés pour 2050 selon différents scénarios d’émission de gaz à effet de serre sont consultables sur un site dédié publié par Météo-France en novembre 2022.

## Urbanisme

### Typologie
Au 1er janvier 2024, Chaumeil est catégorisée commune rurale à habitat très dispersé, selon la nouvelle grille communale de densité à 7 niveaux définie par l'Insee en 2022.
Elle est située hors unité urbaine et hors attraction des villes,.

### Occupation des sols
L'occupation des sols de la commune, telle qu'elle ressort de la base de données européenne d’occupation biophysique des sols Corine Land Cover (CLC), est marquée par l'importance des forêts et milieux semi-naturels (69,3 % en 2018), une proportion sensiblement équivalente à celle de 1990 (69,6 %). La répartition détaillée en 2018 est la suivante : 
forêts (57,6 %), prairies (23 %), milieux à végétation arbustive et/ou herbacée (11,8 %), zones agricoles hétérogènes (7,6 %).
L'évolution de l’occupation des sols de la commune et de ses infrastructures peut être observée sur les différentes représentations cartographiques du territoire : la carte de Cassini (XVIIIe siècle), la carte d'état-major (1820-1866) et les cartes ou photos aériennes de l'IGN pour la période actuelle (1950 à aujourd'hui).

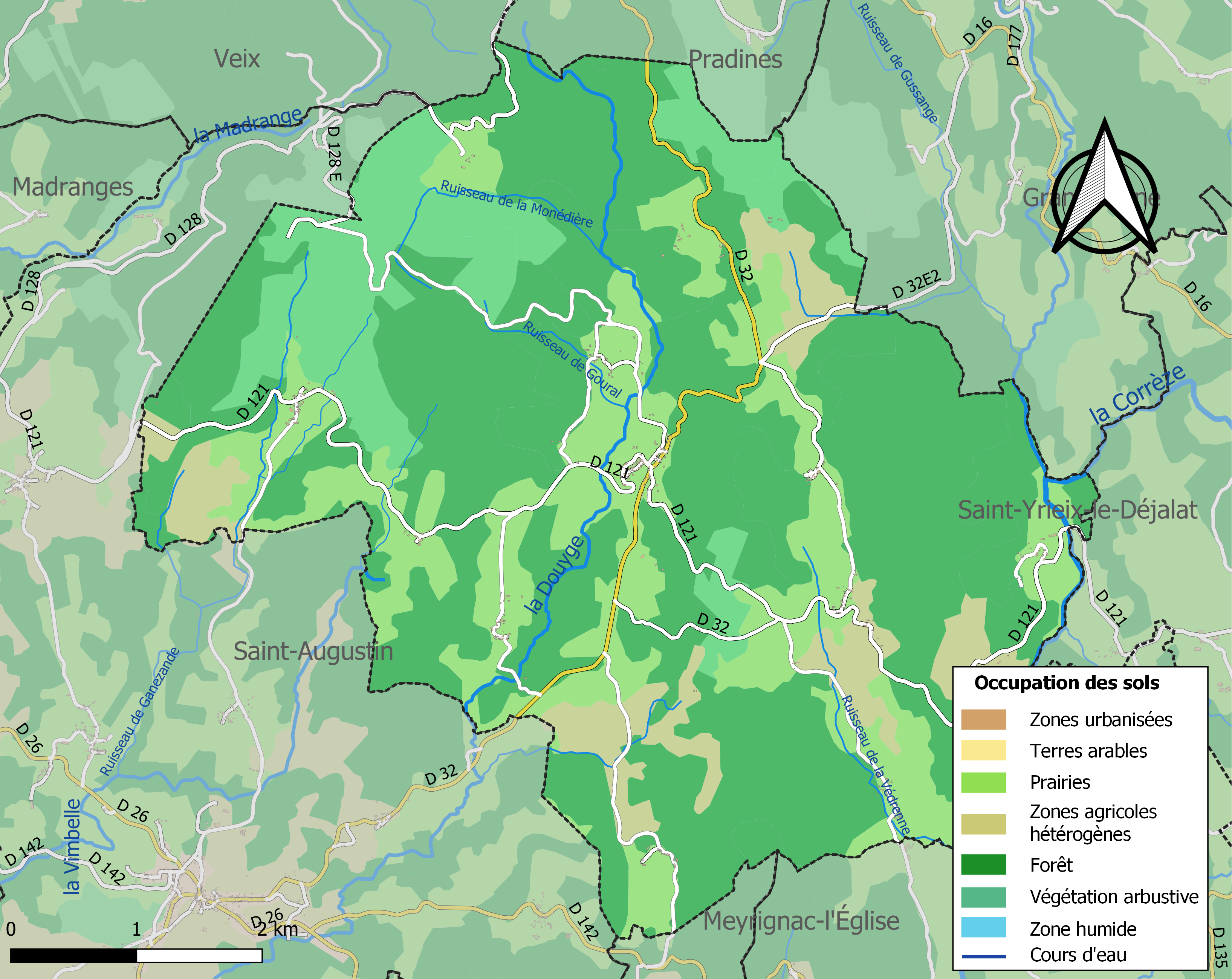
Carte des infrastructures et de l'occupation des sols de la commune en 2018 (CLC).

### Risques majeurs
Le territoire de la commune de Chaumeil est vulnérable à différents aléas naturels : météorologiques (tempête, orage, neige, grand froid, canicule ou sécheresse), feux de forêts et séisme (sismicité très faible). Il est également exposé à un risque particulier : le risque de radon. Un site publié par le BRGM permet d'évaluer simplement et rapidement les risques d'un bien localisé soit par son adresse soit par le numéro de sa parcelle.

#### Risques naturels

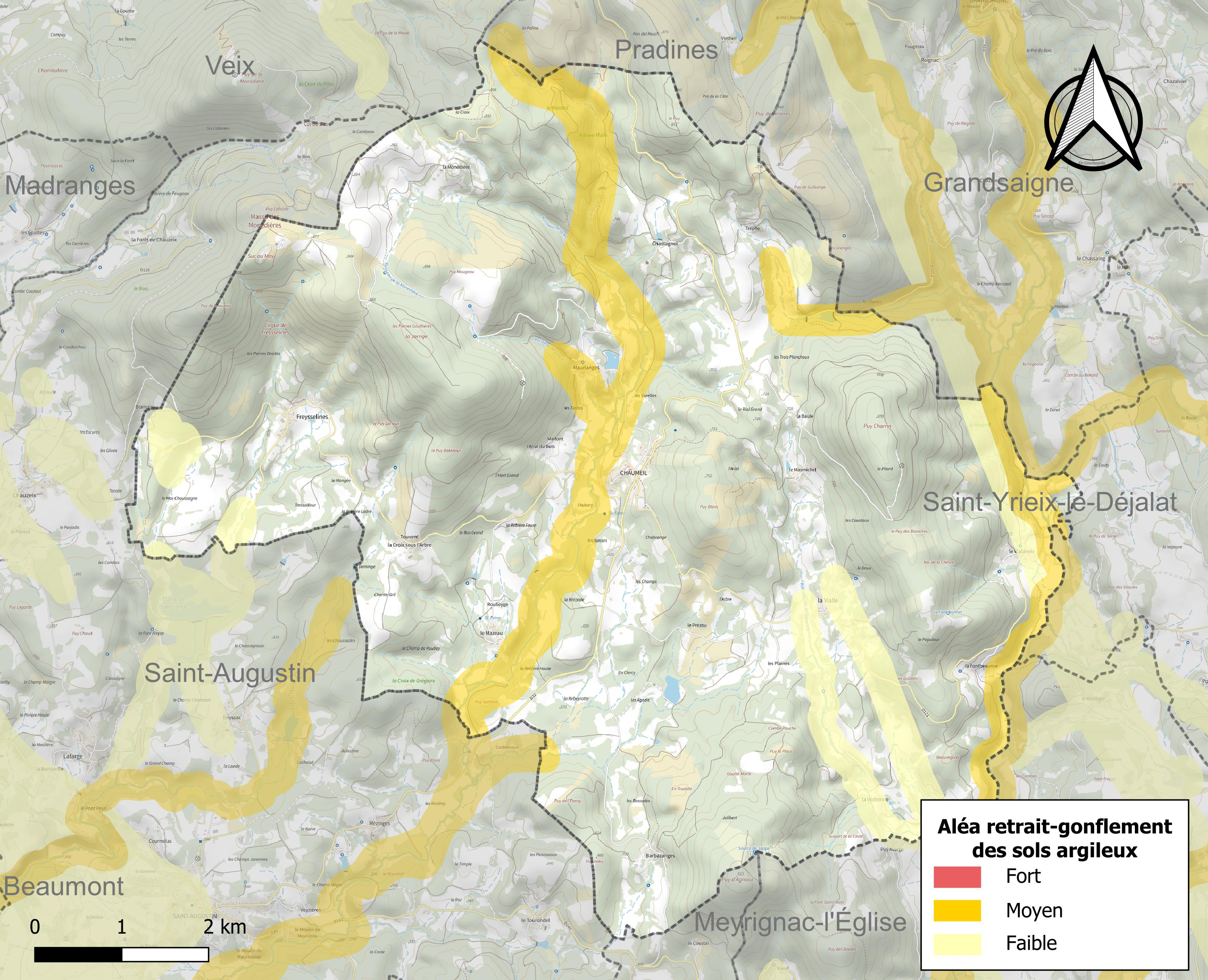
Carte des zones d'aléa retrait-gonflement des sols argileux de Chaumeil.

Le retrait-gonflement des sols argileux est susceptible d'engendrer des dommages importants aux bâtiments en cas d’alternance de périodes de sécheresse et de pluie. 10,8 % de la superficie communale est en aléa moyen ou fort (26,8 % au niveau départemental et 48,5 % au niveau national). Sur les 200 bâtiments dénombrés sur la commune en 2019,  18 sont en aléa moyen ou fort, soit 9 %, à comparer aux 36 % au niveau départemental et 54 % au niveau national. Une cartographie de l'exposition du territoire national au retrait gonflement des sols argileux est disponible sur le site du BRGM,.
Concernant les feux de forêt, aucun plan de prévention des risques incendie de forêt (PPRIF) n’a été établi en Corrèze, néanmoins le code de l’urbanisme impose la prise en compte des risques dans les documents d’urbanisme. Le périmètre des servitudes d'utilité publique et des zones d'obligation légale de débroussaillement pour les particuliers est quant à lui défini pour la commune dans une carte dédiée. 

#### Risque particulier
Dans plusieurs parties du territoire national, le radon, accumulé dans certains logements ou autres locaux, peut constituer une source significative d’exposition de la population aux rayonnements ionisants. Certaines communes du département sont concernées par le risque radon à un niveau plus ou moins élevé. Selon la classification de 2018, la commune de Chaumeil est classée en zone 3, à savoir zone à potentiel radon significatif. 

## Toponymie
Chaumeil est mentionné vers 1315 sous la forme Chalmelh. Selon Marcel Villoutreix, il s'agit d'un dérivé du terme prélatin calmis « plateau désert » avec le suffixe latin -iculus. Le toponyme signifie donc « petite lande » et il est attesté ailleurs en Corrèze. 

## Histoire
Chaumeil, située dans la moitié nord de la Corrèze, se trouve sur les terres de l'ancienne vicomté de Ventadour dont l'un des célèbres seigneurs fut Bernard de Ventadour. Elle a vu naître en son sein de nombreux accordéonistes de renom, notamment Jean Ségurel, Robert Monédière et François Martini. C'est pour ces deux raisons qu'elle est surnommée la "terre des Troubadours". Sa localisation dans le massif des Monédières et la virtuosité musicale de ses enfants sont célébrées dans la chanson devenue célèbre l’Étoile des Troubadours.
En 1998, visite d'une grande personnalité, Hillary Clinton, dans la région, accompagnée de la conseillère générale du département depuis 1979, Bernadette Chirac. Accueillies par le maire Denise Martinie, elles ont visité la Maison des Monédières, vitrine locale de l'artisanat et de la culture. Elles ont rencontré une vingtaine de femmes élues dans le canton. C'était la dernière étape de la Première dame des États-Unis en Corrèze.

## Politique et administration

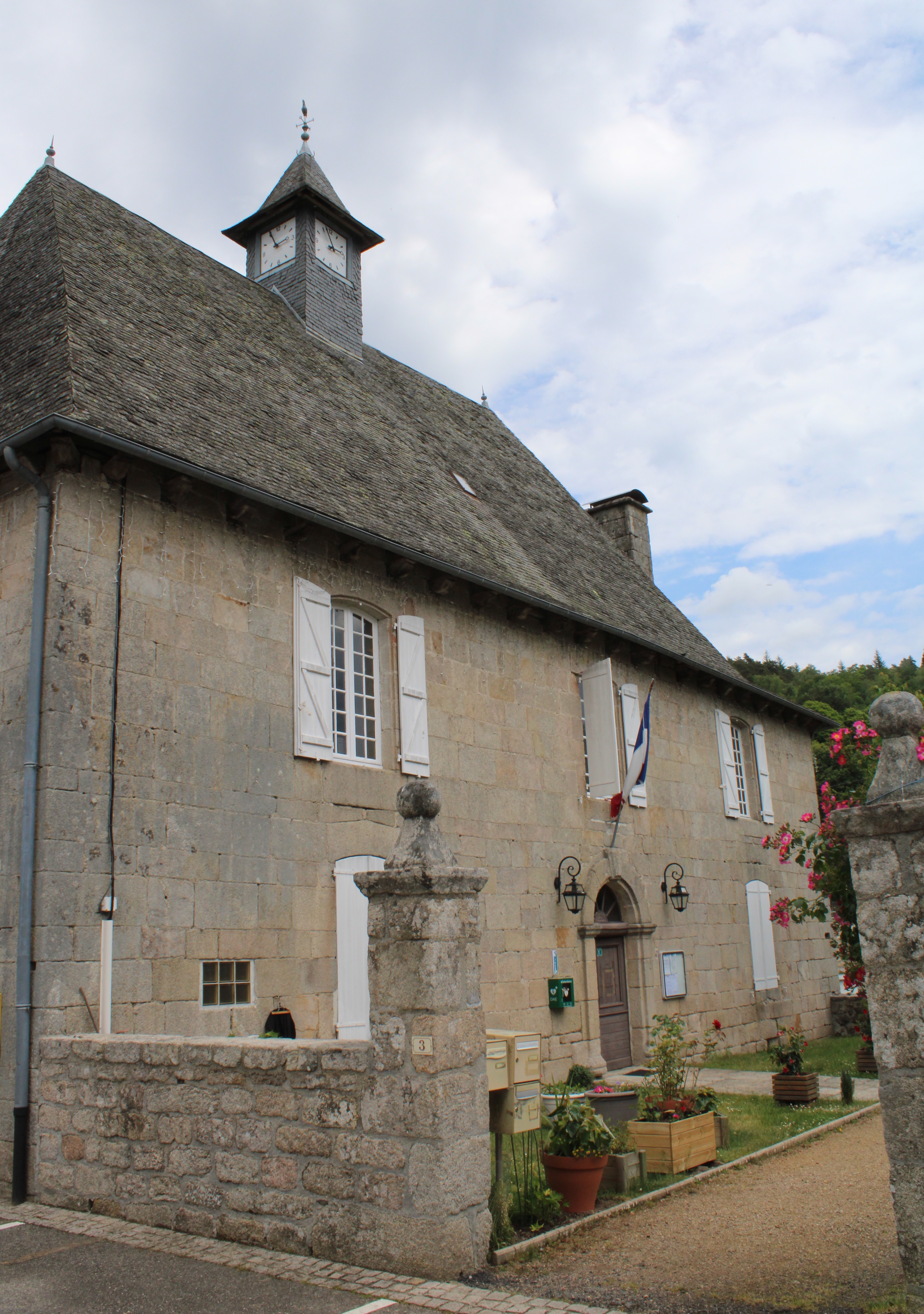
La mairie.

| Période   | Période   | Identité | Étiquette | Qualité                                                          |
| --------- | --------- | --- | --------- | ---------------------------------------------------------------- |
| 1811      | 1821      | François Billot, décédé à Chaumeil le 22 novembre 1841 à l'âge de 78 ans, père du général de division Jean-Baptiste Billot |           |                                                                  |
| 1865      | 1879      | Léonard Chambray |           |                                                                  |
| 1994      | 2001      | Denise Martinie | RPR       | Chevalier de l'Ordre du Mérite, Chevalier de la Légion d'honneur |
| mars 2001 | mars 2008 | Jean-Michel Pradinas |           |                                                                  |
| mars 2008 | juin 2020 | Jean-Pierre Kuttig |           | Retraité de la fonction publique                                 |
| juin 2020 | en cours  | Marie Fraysse | DVD       | Agricultrice                                                     |

## Événements et festivités
La course cycliste Paris-Corrèze s'achève à Chaumeil depuis trois ans[Quand ?]. Les coureurs effectuent à plusieurs reprises le circuit du Bol d'or des Monédières (début août).
Le 10 septembre 2020, la 12e étape du Tour de France 2020 est passé à Chaumeil.

## Démographie
L'évolution du nombre d'habitants est connue à travers les recensements de la population effectués dans la commune depuis 1793. Pour les communes de moins de 10 000 habitants, une enquête de recensement portant sur toute la population est réalisée tous les cinq ans, les populations de référence des années intermédiaires étant quant à elles estimées par interpolation ou extrapolation. Pour la commune, le premier recensement exhaustif entrant dans le cadre du nouveau dispositif a été réalisé en 2004.

En 2022, la commune comptait 166 habitants, en évolution de +7,1 % par rapport à 2016 (Corrèze : −0,59 %, France hors Mayotte : +2,11 %).
| 1793 | 1800 | 1806 | 1821 | 1831 | 1836 | 1841 | 1846 | 1851 |
| ---- | ---- | ---- | ---- | ---- | ---- | ---- | ---- | ---- |
| 663  | 675  | 730  | 700  | 716  | 750  | 756  | 826  | 837  |

| 1856 | 1861 | 1866 | 1872 | 1876 | 1881 | 1886 | 1891 | 1896 |
| ---- | ---- | ---- | ---- | ---- | ---- | ---- | ---- | ---- |
| 775  | 845  | 860  | 869  | 890  | 927  | 954  | 935  | 880  |

| 1901 | 1906 | 1911 | 1921 | 1926 | 1931 | 1936 | 1946 | 1954 |
| ---- | ---- | ---- | ---- | ---- | ---- | ---- | ---- | ---- |
| 879  | 831  | 790  | 621  | 571  | 530  | 533  | 470  | 450  |

| 1962 | 1968 | 1975 | 1982 | 1990 | 1999 | 2004 | 2006 | 2009 |
| ---- | ---- | ---- | ---- | ---- | ---- | ---- | ---- | ---- |
| 414  | 325  | 270  | 218  | 188  | 192  | 171  | 158  | 162  |

| 2014 | 2019 | 2022 | - | - | - | - | - | - |
| ---- | ---- | ---- | - | - | - | - | - | - |
| 162  | 163  | 166  | - | - | - | - | - | - |

## Lieux et monuments

### Dans le bourg
- L'église Saint-Jacques. Le porche a été inscrit au titre des monuments historiques en 1927[28].
- Le musée de la Maison de Pays des Monédières.
- La croix de Chaumeil, une croix en pierre du XVIe siècle[29].

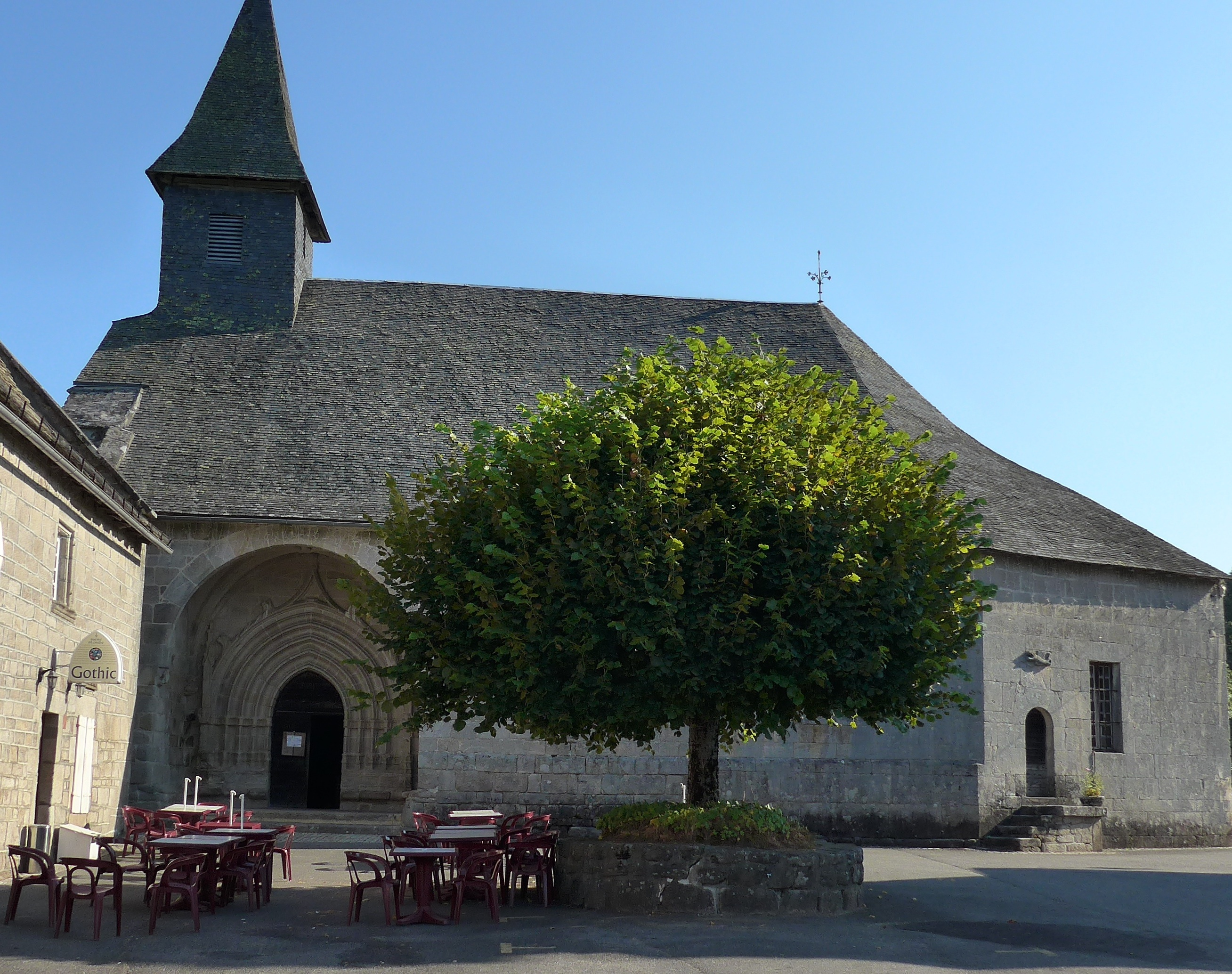
L'église de Chaumeil.
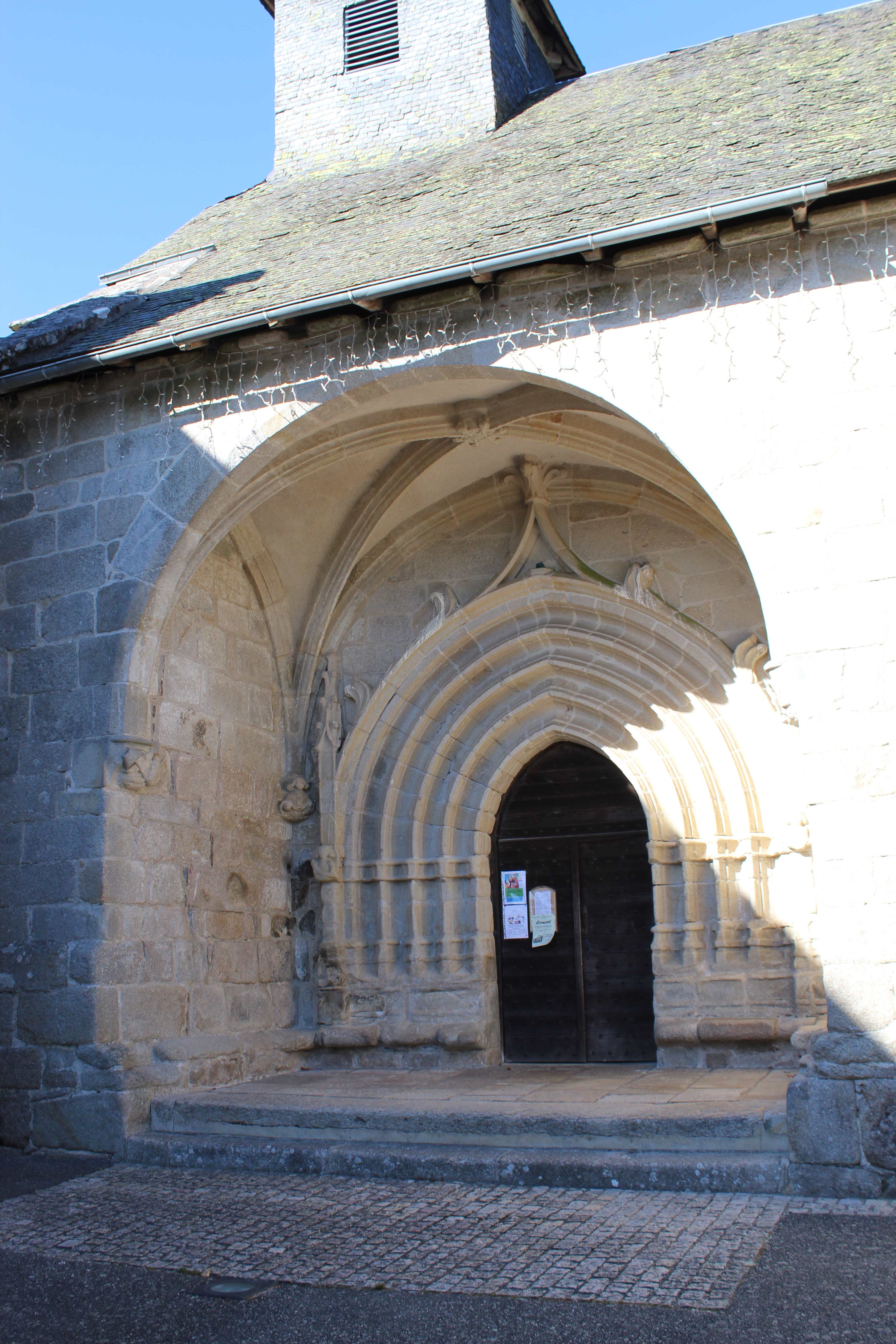
Le porche de l'église.
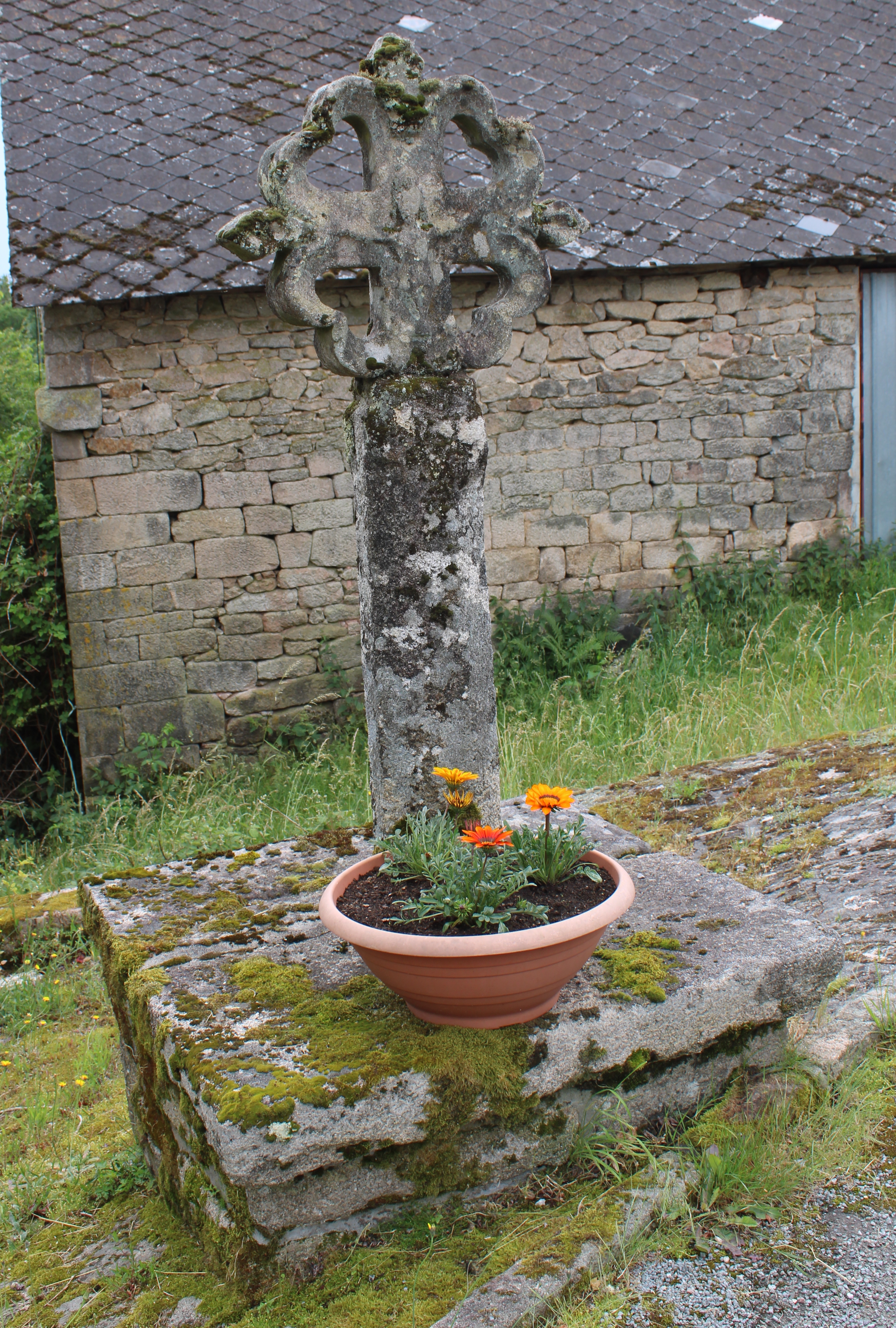
La croix dite de Chaumeil du XVIe siècle.
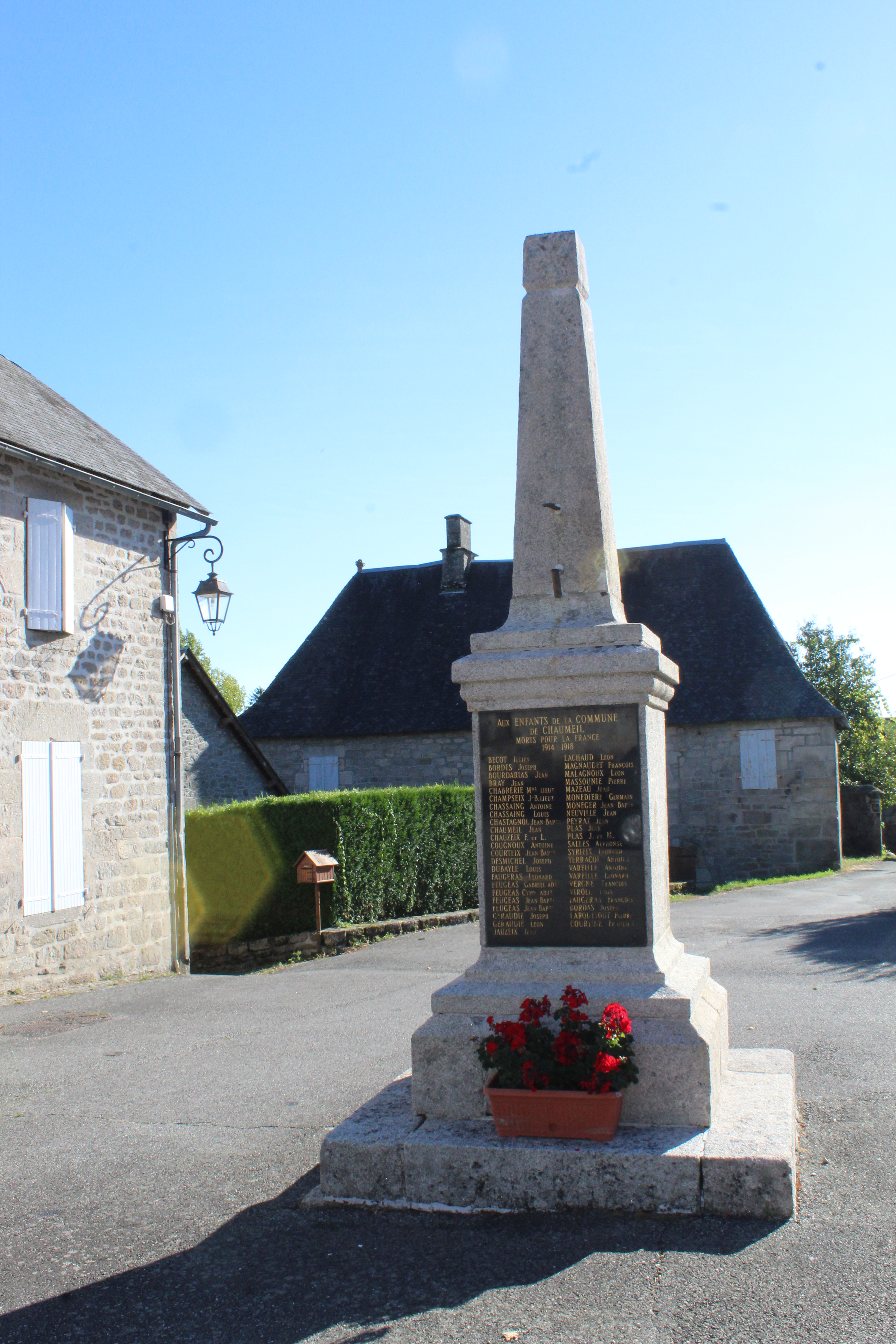
Le monument aux morts.
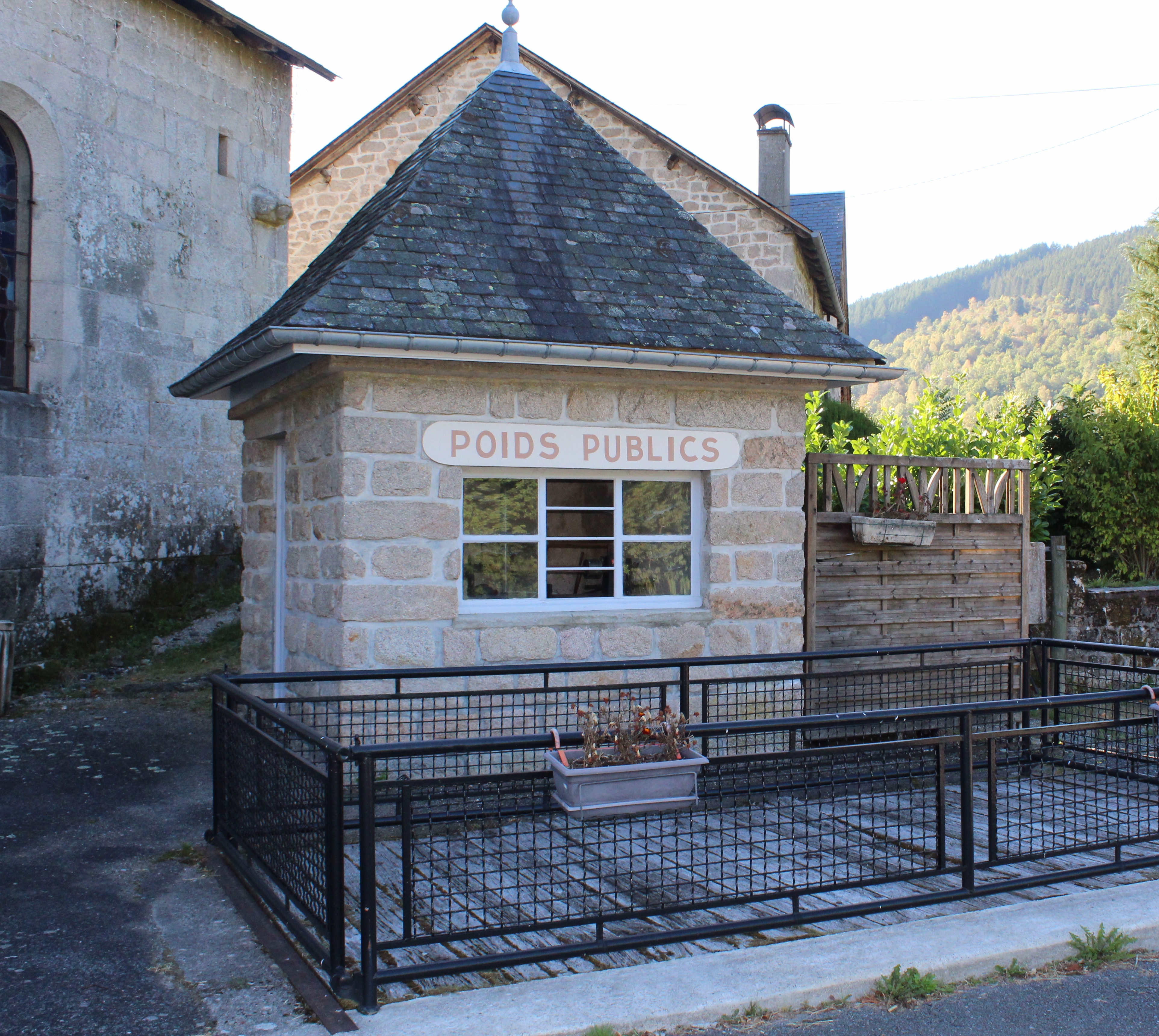
La bascule.

### Sur la commune
- L'étang de Mauriange.
- Le Suc au May (massif des Monédières) et sa table d'orientation avec le cirque de Freysselines sur son flanc sud.
- Le château de Chastagnol.

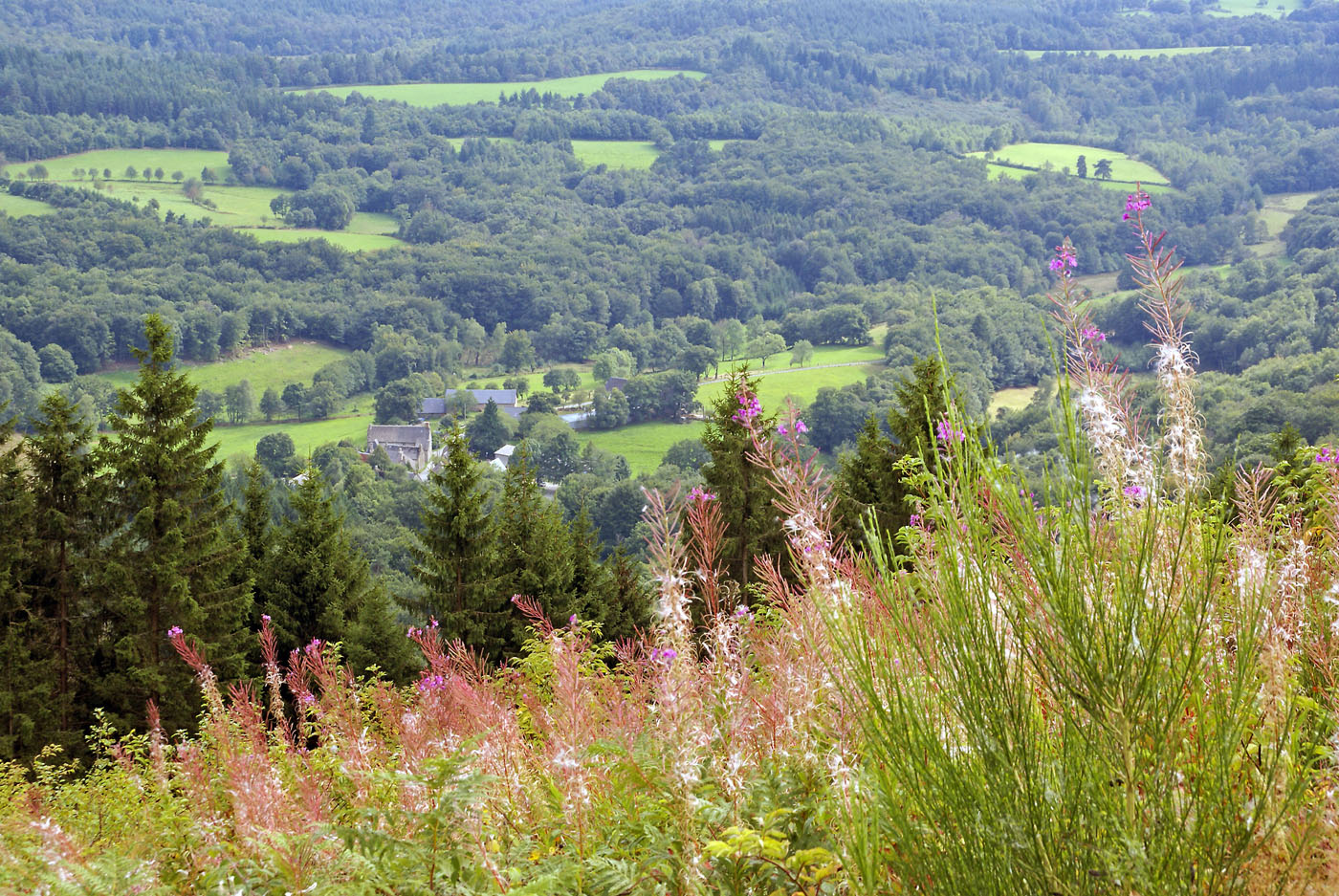
Vue du village de Freysselines depuis le suc au May.
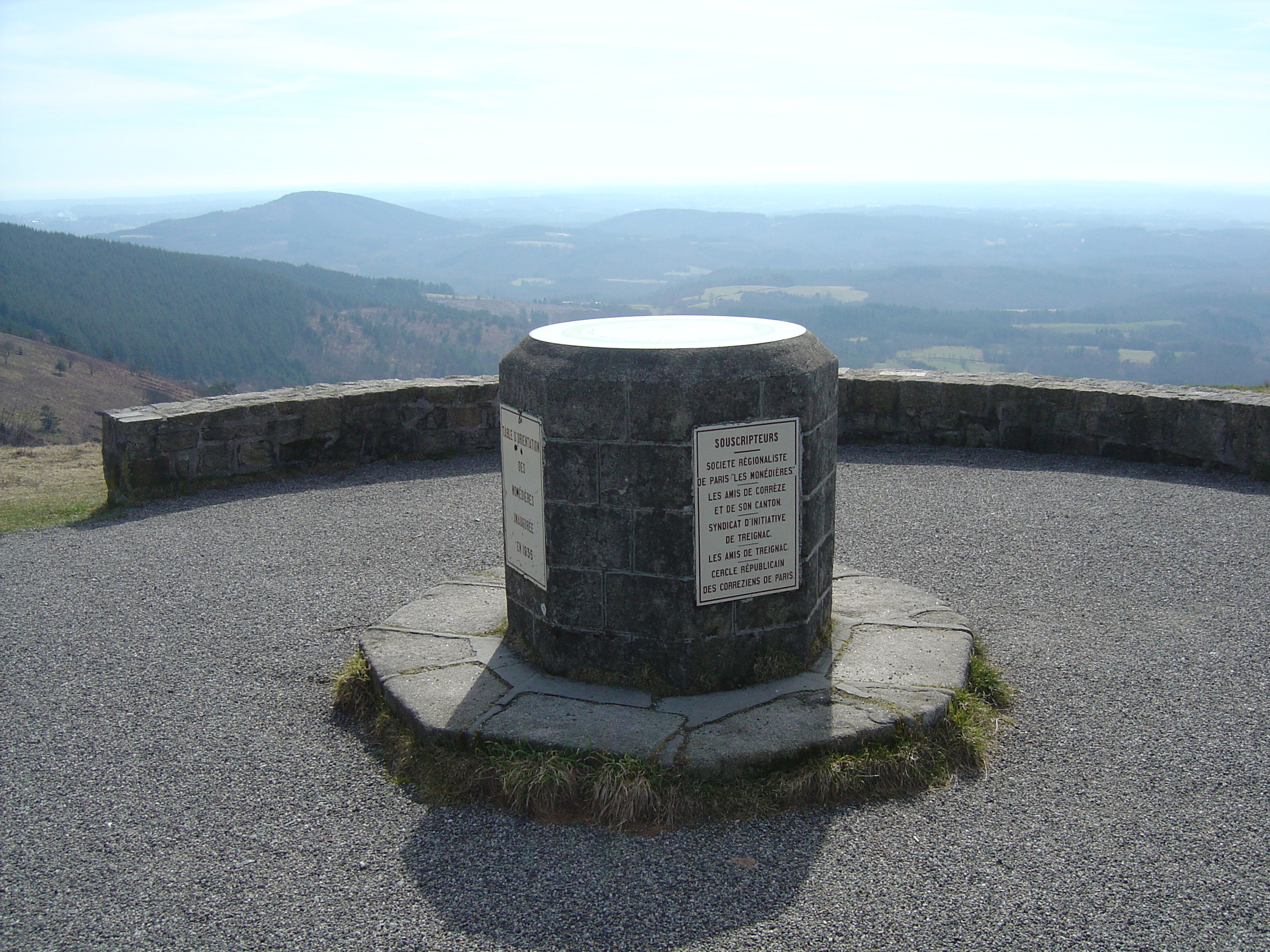
La table d'orientation du suc au May.

## Personnalités liées à la commune
- Jean-Baptiste Billot (1828-1907), né au village de Chastagnol, général de l'armée française, a été député à l'Assemblée nationale (1871-1875), sénateur inamovible et trois fois ministre de la Guerre (1882-1883 et 1896-1898).
- Jean Ségurel (1908-1978), accordéoniste.
- François Martini (1933-2024), accordéoniste chaumeillois, son nom officiel s'écrit Martinie, tandis que son nom de scène s'écrit sans "e".

## Héraldique
| Blason de Chaumeil | Blason  | Échiqueté : d'or et de gueules de quatre tires.  |
| Blason de Chaumeil | Détails | Le statut officiel du blason reste à déterminer. |